# الدوري التونسي لكرة اليد 2006–07
الدوري التونسي لكرة اليد 2006-2007 هو الدورة 52 من الدوري التونسي لكرة اليد للرجال.
فاز بهذا الموسم النجم الرياضي الساحلي.

## روابط خارجية
- الموقع الرسمي للجامعة التونسية لكرة اليد.